# Фраймут Дуве
Фраймут Дуве (на немски: Freimut Duve) е германски публицист и политик от Германската социалдемократическа партия.

## Биография
Роден е на 26 ноември 1936 година във Вюрцбург в семейството на Бруно Херцел от Осиек, журналист от еврейски произход и родственик на Теодор Херцел. Завършва Хамбургския университет и започва да се занимава с журналистика. През 1980 – 1998 година е депутат в Бундестага, а след това до 2003 година е представител на Организацията за сигурност и сътрудничество в Европа за свободата на медиите.